# Междусъюзническа война
Междусъюзническата или Втората балканска война е въоръжен конфликт между България, от една страна, и Сърбия, Гърция, Черна гора, Румъния и Османската империя, от друга, през лятото на 1913 година.
Причина за войната е спорът между членовете на Балканския съюз за разпределяне на земите, отнети от османците по време на Първата балканска война. Бойните действия избухват в Македония след безуспешен опит на 2-ра и 4-та българска армия в нощта на 16 срещу 17 юни да изтласкат сръбските и гръцките войски от оспорваните територии. След ожесточени боеве при Кочани и Кукуш в първите дни на войната българите са принудени да отстъпят на изток покрай Брегалница и на север покрай Струма. В стремежа си към териториално разширение за сметка на България на 28 юни Румъния се включва в конфликта на страната на нейните противници. На 6 (19) юли се намесва и Османската империя, чиито войски преминават граничната линия Мидия - Енос и завземат Одрин. В резултат на сраженията при Калиманци и Кресненския пролом настъплението на сърби и гърци в Македония е спряно, но междувременно румънските войски прекосяват Дунав, достигат околностите на София и принуждават българското правителство да иска примирие.
С Букурещкия мирен договор от 28 юли България е принудена да отстъпи на бившите си съюзници по-голямата част от Македония, а на Румъния – Южна Добруджа. Сърбия и Гърция затвърждават и разширяват придобивките си от Първата балканска война, в резултат на което почти удвояват териториите си. С Цариградския договор Османската империя си връща Източна Тракия. Населението в завладените земи е подложено на етническо прочистване, стотици хиляди българи, гърци и турци са принудени да напуснат домовете си в Македония и Тракия.
Мирните договори не решават противоречията между балканските страни. Значителните разходи и жертвите, дадени във войната, засилват тяхната икономическа и финансова зависимост от големите европейски държави. С избухването на Първата световна война (юли 1914 година) военните действия на Балканите са подновени.

## Причини

### Резултати от Първата балканска война
През есента на 1912 година страните от Балканския съюз завоюват почти всички европейски владения на Османската империя (без Одрин, който е превзет през март 1913 година, Цариград, Галиполския полуостров и части от Албания и Епир). Македония е фактически разделена на три части, заети съответно от български, сръбски и гръцки войски. Идеята за автономия на областта е отхвърлена по време на мирните преговори в Лондон през декември същата година. Лондонският мирен договор, подписан на 17 май 1913 година, оставя нерешен въпросът за подялбата ѝ.

### Спор между съюзниците
Статуквото, оформено в хода на Първата балканска война, е възприето отрицателно в България. Сръбските и гръцките власти, установили се в по-голямата част от Македония, се заемат да изкоренят българското влияние от там (чрез закриване на училища и църкви, преследване на ВМОРО). Опирайки се на българо-сръбския договор отпреди войната, българското правителство настоява да получи от сърбите поне т. нар. „безспорна“ зона (югоизточно от линията Крива паланка – Струга) и арбитраж от руския император за „спорната“ зона (със Скопие и Дебър). Въпреки че в довоенните договорености с гърците липсват териториални клаузи, София има претенции и към тях заради Солун и Костур в Македония и островите Тасос и Самотраки в Егейско море. Българските искания се обосновават отчасти с довода, че населението в някои от въпросните територии е преобладаващо българско, отчасти с твърдението, че българската армия е изнесла основната тежест на войната срещу османците, сражавайки се срещу главните им сили по направлението към Цариград, и е дала най-много жертви в сравнение с останалите съюзници.
От своя страна, Сърбия настоява за ревизия на договора си с България, така че да задържи не само „спорната“ зона, но и останалите македонски територии, завзети от войските ѝ – на изток до Щип и на юг до Лерин. Един от главните аргументи на Белград е, че София не е изпълнила първоначалните си задължения по двустранната военна конвенция и вместо 100-хилядна войска е отделила за Вардарския оперативен театър само една дивизия (Седма пехотна рилска дивизия). Така сръбската армия е била принудена да поеме основната роля за прогонването на османците от Македония (вижте Кумановска битка), а след това е подпомогнала българите при обсадата на Одрин. Друг аргумент на сръбската страна е, че съгласно предварителната подялба на османското наследство, тя е трябвало да получи адриатическото крайбрежие до Драч. По време на Лондонската конференция обаче, Италия и Австро-Унгария принуждават сърбите да се оттеглят от тези земи, на които се създава самостоятелна албанска държава. Сръбското правителство, въпреки че клауза от договора с България предвижда военна помощ срещу австро-унгарците, решава да не изостря конфликта с тях и отстъпва пред дипломатическия натиск.
Доводът, върху който Сърбия и Гърция са единодушни, е, че в резултат на победите си над османците, България постига твърде голямо разширение в Тракия и на северния бряг на Егейско море, а допълнително уголемяване на българските територии би довело до запазване на баланса на силите в региона в нейна полза. Видни сръбски етнографи и филолози (Йован Цвиич, Александър Белич) оспорват тезата за българския характер на Македония. В Атина също не приемат етническия аргумент на София. В пределите на Източна Македония и Одринска Тракия, попаднали под българска власт, има многолюдни гръцки общини, които настояват за присъединяване към гръцката държава. Гръцкото правителство смята за свои сънародници и т. нар. „славяногласни елини“, наричани в България „българи-патриаршисти“.

### Образуване на антибългарска коалиция
Българи и гърци се опитват да уредят общата си граница скоро след сключването на Чаталджанското примирие. Паралелно с преговорите за мир с османците, през декември 1912 година гръцкият министър-председател Елевтериос Венизелос предлага на българския пратеник в Лондон Стоян Данев границата да минава по долното течение на Струма. България отклонява предложението, настоявайки да получи Солун. При посещението си в Белград на 23 януари 1913 година Венизелос влиза в преговори със сръбския правителствен ръководител Никола Пашич за гръцко-сръбска граница в Македония.
На 9 февруари Пашич иска от българския министър-председател Иван Евстратиев Гешов преразглеждане на териториалните клаузи на българо-сръбския договор в полза на Сърбия, но среща отказ. На 12 май сръбското искане е повторено в официална нота до София и публично заявено в реч на Пашич пред Скупщината дни по-късно. България отново отклонява всякакви преки преговори за земи в „безспорната“ зона.
Междувременно, на 22 април, гърци и сърби стигат до предварително споразумение за съюз срещу България, а на 1 май е сключена военна конвенция между двете страни. С договор от 19 май Белград и Атина си гарантират взаимно териториалните придобивки в Македония. Разработен е и общ план за действие в случай на война, към който е привлечена и Черна гора. В опит да разколебае България, през април и май сръбската дипломация търси неколкократно помощта на Румъния, но румънският премиер Титу Майореску отказва да се обвърже в съюз срещу българите. През май е направен опит от страна на Белград за сключване на отбранителен съюз и с Османската империя.

### Първи въоръжени сблъсъци между съюзниците
След превземането на Солун (26 октомври 1912 година) повечето български сили, действали дотогава в Югоизточна Македония, са прехвърлени срещу османците в Тракия. На 20 февруари 1913 година, в желанието си да изтласкат останалите български подразделения на север и изток от подстъпите към Солун, гърците атакуват и превземат Нигрита. Убитите и ранените от двете страни са стотици (вижте Бой при Нигрита). До края на април гърците постепенно заемат Съботско, Правища и други селища. Усилията за договаряне на демаркационна линия са несполучливи. При опит да пресекат железопътната линия между Сяр и Драма, на 9 и 10 май гръцките войски са разбити в боя при Ангиста.
През април 1913 година, когато става ясно, че Сърбия не възнамерява да отстъпи доброволно от Вардарска Македония, Главното командване на българската армия разрешава на ВМОРО да организира съпротива в тила на сръбските и гръцките войски. През май е сформирана Сборната партизанска рота на МОО, част от която заминава по-късно от Дойран за Костурско. Задействани са разузнавателни, а впоследствие и диверсионни чети, координирани от Тодор Александров в Щип. По същото време възобновяват дейността си чети на революционната организация край Костур, Лерин, Битоля, Охрид, Кичево, Скопие, Тетово, Кратово и други райони. Те влизат често в схватки с редовни и нередовни сръбски и гръцки войски. На 13 юни, след бой с българска чета, сръбски войски опожаряват Злетово и още няколко села край Щип. На 15 юни – ден преди началото на войната между съюзниците – в Неготино избухва Тиквешкото въстание, подготвяно от ВМОРО още от януари.

### Посредничество на Русия
На 13 април правителството на Гешов се обръща към Русия с молба да посредничи в спора му със Сърбия. Основание за молбата е чл. 4 от тайното приложение към българо-сръбския договор, който допуска руски арбитраж само за „спорната“ зона с районите на Скопие, Кичево, Дебър и Струга. В отговор от 15 април, руският външен министър Сергей Сазонов приканва българската страна да направи териториални отстъпки, но Гешов отказва. Опитите на Сазонов да издейства помирителна среща между политическите ръководители на България, Сърбия, Гърция и Черна гора в Солун не сполучват. На 26 май император Николай II изпраща писмо до българския цар Фердинанд и сръбския крал Петър, в което се нагърбва с ролята на арбитър и предупреждава двете страни да се въздържат от война. Дни по-късно Пашич и Данев (който наследява Гешов на министър-председателския пост веднага след сключването на Лондонския мир) са поканени в Санкт Петербург. В началото на юни двете страни приемат поканата за преговори, но конференцията е осуетена от избухването на бойните действия в Македония.

### Претенции на Румъния към България
Веднага след първите успехи на българската армия над османците Румъния предявява искания към България за териториални отстъпки като компенсация за очакваното българско разширение в Тракия. На 21 октомври 1912 година в София пристига румънски специален пратеник, който настоява за земите на север от линията Тутракан – Балчик. По този начин според румънското правителство ще бъде запазено равновесието на силите в региона. С изнасянето на границата на юг ще бъде подсигурен румънският излаз на Черно море – железницата от Черна вода до пристанището Кюстенджа – и ще може да бъде изградено ново, в Балчик.
Българското правителство се опитва да намали румънските претенции с обещание да отстъпи двадесетина погранични села в Южна Добруджа и да гарантира румънската власт в северната част на областта, като разруши укрепленията около Силистра. Тези условия са предадени в Букурещ в края на ноември. Обсъждането им продължава в Лондон (паралелно с преговорите за мир между Балканския съюз и Османската империя) през декември 1912 – януари 1913 година, но безрезултатно.
Опирайки се на Австро-Унгария, в края на януари 1913 година Румъния подновява исканията си, този път за териториите до линията Силистра – Балчик (3300 км2). Разчитайки на Русия, кабинетът Гешов отговаря отрицателно. Българо-румънският конфликт заплашва да прерасне в конфликт между Антантата и Централните сили. Затова през февруари София и Букурещ са принудени да приемат арбитраж от големите европейски държави. На 26 април 1913 година е сключен Петербургският протокол, с който България се съгласява да отстъпи на Румъния град Силистра. Както българската, така и румънската страна остават недоволни от този компромис. На 5 юни Румъния предупреждава, че в случай на война между балканските съюзници ще изпрати войските си срещу България.

### Претенции на Османската империя
Падането на Одрин под българска власт е загуба, с която турските националисти отказват да се примирят. На 29 май 1913 година – малко след подписването на Лондонския мир – великият везир Махмуд Шевкет паша е убит в Цариград. Лидерите на радикалното течение в младотурския Комитет за единство и прогрес Енвер и Талаат бей се възползват от атентата, за да разгромят либералите и затвърдят влиянието си в управлението. Вместо да демобилизира армията си, новото османско правителство начело с великия везир Мехмед Саид Халим паша и министъра на войната Ахмед Изет паша задържа край Чаталджа и Булаир над 250 000 бойци и изчаква развитието на конфликта между балканските съюзници. В дипломатически ноти до големите европейски държави, то обяснява, че повторното присъединяване на земите до Марица и Одрин към Османската империя е наложително за защитата на Цариград и Проливите и твърди, че турското население оттатък линията Мидия—Енос е подложено на „систематическо изтребление“.

## Сили, планове и съсредоточаване на противниците
Загубите на българската армия от Първата балканска война (особено тежки в офицери и подофицери) са попълнени само отчасти за сметка на слабо обучени новобранци от Македония и Одринско. Към средата на юни 1913 г. тя наброява общо 500 000 души – със 100 000 по-малко, отколкото през октомври предходната година. Броят на мобилизираните от сръбска страна остава приблизително същият – 348 000 (в сравнение с 345 000 във войната с османците), подсилени с 13-хилядна черногорска дивизия, а Гърция увеличава своите от 113 000 на 148 000 души.
Гръцкото командване отделя две от десетте си пехотни дивизии за заздравяване на контрола върху наскоро завоювания Епир. Опасявайки се от диверсии в тила си, сръбското предприема аналогични мерки за обезопасяване на границите си с новата албанска държава. За целта то заделя около 30 000 бойци. Българската главна квартира оставя доста по-малък заслон (10-хилядна пехотна бригада и някои други части) само срещу османците в Тракия и никакви редовни войски по румънската граница.
Три четвърти от българската полева армия, наброяваща към 350 000 – 360 000 души, са насочени срещу Сърбия на широк фронт от Дунав (при Видин) до Вардар (при Гевгели). От своя страна, българските противници съсредоточават основните си сили в Македония – почти цялата гръцка армия (осем пехотни дивизии, конна бригада и други части) в района на Солун, а най-силните сръбски армии (1-ва и 3-та) заедно със стратегическия резерв на Овче поле или наблизо.
| Съсредоточение на армиите към средата на юни 1913 | Съсредоточение на армиите към средата на юни 1913 | Съсредоточение на армиите към средата на юни 1913                                                             | Съсредоточение на армиите към средата на юни 1913 |
| ------------------------------------------------- | ------------------------------------------------- | --- | ------------------------------------------------- |
| оперативни театри                                 | противостоящи страни                              | бойни формации (съсредоточение)                                                                               | съотношение на силите                             |
| Солунски                                          | България                                          | Втора армия (Дойран – Сяр – Кавала)                                                                           | 102 000 души, 211 оръдия                          |
| Солунски                                          | Гърция                                            | Македонска армия (Солун)                                                                                      | 121 000                                           |
| Вардарско-Струмски                                | България                                          | Четвърта армия (Радовиш – Щип – Кочани), части от Пета армия (Кюстендил – Радомир)                            | 174 000 души, 316 оръдия                          |
| Вардарско-Струмски                                | Сърбия и Черна гора                               | Първа армия (Кратово – Градище – Страцин), Трета армия (Щип – Криволак – Велес), Черногорска дивизия (Скопие) | 194 000 души, 235 оръдия                          |
| Тимошко-Дунавски и Нишавско-Моравски              | България                                          | Първа (Видин – Берковица), Трета (Цариброд – Сливница – Трън) и части от Пета армия                           | 100 000 души, 228 оръдия                          |
| Тимошко-Дунавски и Нишавско-Моравски              | Сърбия                                            | Втора армия (Пирот) и Тимошка група (Зайчар – Княжевац)                                                       | 86 000 души, 180 оръдия                           |
| Дунав                                             | България                                          | погранични части                                                                                              | незначителни                                      |
| Дунав                                             | Румъния                                           | Дунавска армия (Турну Мъгуреле – Бекет)                                                                       | 250 000                                           |
| Добруджа                                          | България                                          | погранични части                                                                                              | незначителни                                      |
| Добруджа                                          | Румъния                                           | Пети корпус (Северна Добруджа)                                                                                | 80 000                                            |
| Източна Тракия                                    | България                                          | бригада от Десета пехотна дивизия и други части (Чаталджа)                                                    | единадесет пехотни дружини и три батареи          |
| Източна Тракия                                    | Османска империя                                  | Чаталджанска армия (Цариград), Булаирска армия (Галиполи)                                                     | 255 000                                           |
| 1. 2. 3.                                          |                                                   | |                                                   |

През втората половина на май 1913 г. съюзниците съгласуват няколко оперативни варианта в зависимост от посоката на очакваното българско настъпление. Те предвиждат концентрично контранастъпление на сръбската групировка откъм Скопие и гръцката откъм Солун за разгром на българските войски между Вардар и Струма. От българска страна планът Савов – Нерезов, изготвен по същото време, залага на решителен удар през Тимок и Нишава в поречието на Южна Морава за прекъсване на снабдяването на сръбската армия в Македония. Паралелно с това се предвижда изтласкване на сърбите от „безспорната“ зона, изолиране на гръцката от сръбската армия и, на следващ етап, щурм на Солун.
Военните планове на Османската империя и Румъния са изготвени в съответствие с териториалните претенции на тези две държави към България. Главната цел на общо ¼ милион османски бойци, струпани в Цариград и на Галиполския полуостров, е Одрин заедно с хинтерланда на изток от долното течение на Марица. Румънският 5-и корпус е разположен в Северна Добруджа, на десния бряг на Дунав, със специалната задача да окупира българските територии до линията Тутракан – Балчик. На левия бряг, главните румънски сили се подготвят за настъпление по най-краткия път през Дунав към София, за да предотвратят решителен успех на българите над сърби и гърци.

## Българското нападение на 16/17 юни
В края на май, при прехвърлянето на войски към сръбската граница и Македония, избухват бунтове в българската армия. На 8 юни Сърбия предупреждава София, че ще обяви анексия на териториите, окупирани от сръбски войски, ако българската страна не отговори в най-къс срок на предложението за ревизия на договора. На 9 юни българският заместник-главнокомандващ генерал Михаил Савов поставя на своето правителство срок от десет дни за решението дали да воюва срещу съюзниците или да разпусне войските. На същия ден кабинетът Данев отговаря положително на руското предложение за посредничество, но при условие, че арбитражът бъде извършен до осем дни и да се отнася само за „спорната“ зона между България и Сърбия. Руската страна обещава решение в кратък срок, но иска от България да приеме арбитраж и за спора си с Гърция, а също и да демобилизира войските си. В същото време Сазонов предупреждава българския дипломатически представител в Петербург, че София не може да разчита на българо-руската конвенция от 1902 г. за защита от румънско нападение.
Петербургската конференция, на която са поканени министър-председателите на балканските страни, е отложена, поради дебатите в сръбската Скупщина, на които се разисква въпросът дали Белград да приеме руския арбитраж. Цар Фердинанд решава да засили българската позиция на предстоящите преговори с успешна военна акция в Македония. По негова заповед през нощта на 16 срещу 17 юни 4-та и 2-ра армия атакуват сръбските и гръцките войски на широк фронт от Осоговската планина до Орфанския залив. Въпросът дали българското правителство е предварително уведомено за тази акция, дала повод за войната със съюзниците, не е напълно изяснен от историците. Тезата, че тя е предприета без знанието (съгласието) на министър-председателя Данев, е широко застъпена, но се изтъкват и аргументи в противното.
На 18 юни, под натиска на Данев и без знанието на Фердинанд, генерал Савов нарежда едностранно прекратяване на бойните действия. Българските парламентьори обаче са отхвърлени. Сърби и гърци използват българското нападение от 17 юни, за да преминат в контранастъпление. Гръцкото правителство обявява формално война на България на 22 юни. Ден по-късно (23 юни) същото правят Сърбия и Черна гора. По това време решителните битки на македонския фронт са вече в разгара си.

## Ход

### До румънската намеса

#### Начало на бойните действия
При настъплението си в Македония на 17 юни българските войски постигат частични успехи. Втора армия очиства от гръцки войски левия бряг на Струма при устието ѝ, а със завладяването на Гевгели прекъсва пряката връзка между гръцките и сръбските армии. Българският гарнизон в Солун обаче (1300 души) остава изолиран от своите главни сили и е пленен от 2-ра гръцка дивизия (18 юни). Четвърта българска армия преминава реките Брегалница и Злетовска и овладява подстъпите на връх Султан тепе в Осоговската планина. Настъплението на Пета армия на север от Осогово обаче закъснява, а останалите две български армии (Първа и Трета), разположени от Трън до Брегово, бездействат по политически съображения – правителството на Данев задържа планираната офанзива в старите сръбски територии, докато се опитва да уреди прекратяване на конфликта по дипломатически път. Това, както и заповедта за спиране на българското настъпление, дават възможност на сърбите да съсредоточат силите си срещу Четвърта армия.

#### Офанзива на сърби и гърци
На 18 юни сърбите минават в контранастъпление и нанасят тежък удар по десния фланг на Четвърта армия (7-а пехотна рилска дивизия), който отстъпва обратно през Злетовска река към Кочани. Този сръбски успех е неутрализиран от победата на лявото българско крило (2-ра пехотна тракийска дивизия) при Криволак (21 юни)., но самото то е застрашено в тил от гърците. Възползвайки се от превъзходството си в хора и артилерия, гръцкото командване съсредоточава силите си за последователни удари по разтеглената отбрана на Втора армия. Пръсната от Струма до Вардар, тя не успява да окаже ефективен отпор. На 21 юни позициите ѝ са пробити на две места в центъра – при Лахна (на Карадаг) и при Кукуш. На 23 юни дясното ѝ крило (3-та балканска и 2-ра бдинска бригада) търпи поражение при Дойран. Българите отстъпват през Беласица и Струма. Преследващите ги гърци пресичат (26 – 27 юни) линията Струмица—Петрич, по която преминават основните комуникации на българските войски, сражаващи се срещу сърбите. Четвърта армия успява да се изтегли своевременно към Калиманското плато, но оставя в сръбски ръце Кочани, Щип, Радовиш и ред други градове.

#### Операции между Дунав и Осогово
Първа и Трета българска армия влизат в бой на 22 юни. Правителството дава съгласието си за това след като сръбски войски нарушават старата българска граница при Кюстендил. В операция за овладяване на Пиротския укрепен лагер 5-а и 9-а пехотна дивизия преминават Стара планина през Кадъбоазкия и Светиниколския проход. На 24 юни е завладян Княжевац. В същото време Царибродската група (13-а пехотна дивизия и 1-ва софийска бригада от състава на Трета армия) настъпва по реките Нишава и Ерма и овладява височините на югоизточните подстъпи на Пирот. Трънската група атакува (24 юни) хребета Букова глава в опит да си пробие път към Враня и да прекъсне железницата между Стара Сърбия и Македония. Също на 24 юни части от Пета армия разбиват сръбската Дунавска (II) дивизия при връх Китка и заплашват да се спуснат в долината на Пчиня към Скопие.
Обезпокоено от тези български операции, сръбското главно командване прекратява офанзивата си на Брегалница и прехвърля значителни войски за прикриване на направленията към Скопие и Враня. Българското настъпление спира преди това, поради румънската заплаха от север и необходимостта от подкрепления срещу гърците в поречието на Струма.

### Румънска интервенция
Пети румънски корпус преминава границата в Добруджа на 28 юни. Българското правителство се обръща за помощ към Антантата, но руската дипломация не успява да спре румънското настъпление, а Франция го подкрепя. Румъния настоява България да се откаже от Южна Добруджа и, след като това не става, на 1 юли скъсва двустранните дипломатически връзки. Румънските войски преминават линията Тутракан—Балчик и напредват към Шумен и Варна.
Главната румънска армия започва прекосяването на Дунав на 2 юли при Бекет и Гиген. Първа конна дивизия се насочва на запад, в тила на Първа българска армия при Белоградчик. Съгласно заповед на своето правителство, българските погранични части не оказват съпротива, а повечето войски са оттеглени от Северозападна България. До престрелки и боеве се стига при Портитовци и Бойчиновци, след като румънска кавалерия се опитва да прекъсне железопътната линия от Брусарци за Мездра. При град Фердинанд румънците пленяват разбунтували се части от 9-а пехотна дивизия, а на 6 юли в района на Чупрене се срещат със сръбските войски, навлезли в българска територия от запад.
Намесата на Румъния във войната поставя под заплаха българския военноморски флот. Още на 2 юли е взето решение Дунавската флотилия да бъде потопена при устието на река Русенски Лом, а Черноморската флотилия е изпратена на неутрална територия в Севастопол, където е разоръжена. След войната дунавските кораби са извадени от реката, но повечето са силно амортизирани и са бракувани.
При вестта за румънското форсиране на Дунав кабинетът Данев подава оставка (2 юли). Ден по-късно цар Фердинанд се обръща към крал Карол с молба да прекрати нахлуването и обещава, че териториалните претенции на Букурещ ще бъдат задоволени. На 4 юли управлението е поето от коалиция на три либерални партии начело с Васил Радославов. Новият български външен министър Никола Генадиев уведомява (5 юли) официално Майореску, че България отстъпва Южна Добруджа. В отговор Румъния иска от българите да спрат бойните действия срещу сърби и гърци. Съгласно договореност с генералните щабове на Сърбия и Гърция, румънската армия продължава настъплението си през Стара планина към София.
На 6 юли 2-ра конна дивизия заема Орхание, а на 9 юли достига Саранци. На 10 юли румънската конница спира при село Враждебна, на няколко километра от София. Отделни подразделения продължават на юг и югоизток през Златица и Пирдоп до Клисура, Панагюрище и Пазарджик, където влизат на 16 юли.

### Заключителна фаза на войната

#### Опити за примирие. Промени в оперативните планове
Румънското нахлуване през Дунав заставя кабинета Радославов да търси примирие със сърби и гърци. Български пратеници са допуснати в Ниш на 8 юли, но съюзниците отказват да преговарят с тях. Четири дни по-рано (4 юли) в Скопие Пашич и Венизелос се договарят да продължат бойните действия, докато България се съгласи на предварителен мирен договор, който ще осигури допълнителни териториални придобивки на съюзниците в Македония. В очакване, че българските войски ще се оттеглят на север, за да бранят София от румънците, генералните щабове на сръбската и гръцката армия се договарят за общо настъпление към Царево село и Горна Джумая.
След известни колебания, българското командване се отказва от плана за отстъпление към Конявската планина и решава да задържи сърбите, които настъпват от запад в обхват на Осоговската планина, и гърците, напредващи на север по долината на Струма. На гръцкия фронт са прехвърлени (началото на юли) части от Първа и Трета армия. Главните сили на Трета българска армия заемат за отбрана Сливнишката позиция, с което прикриват столицата от сръбско нападение, а левият ѝ фланг, усилен с 5-а пехотна дивизия, подготвя втори опит за пробив към Българска Морава през Власина и Сурдулица.

#### Боеве на българо-сръбския фронт
На 4 юли Трета сръбска армия настъпва към Царево село, но е спряна пред Калиманци и Голак планина. Калиманското сражение завършва (11 юли) с победа на българите. В боя за връх Голеш (7 – 8 юли) е разбита и офанзивата на Първа сръбска армия в направление към Кюстендил. Опитите за настъпление от българска страна, като операциите на Трънския отряд между 6 и 14 юли към Власина и Враня, също са безуспешни. Изтеглянето на Първа армия в началото на юли позволява на сръбската Тимошка групировка да окупира заедно с румънците цяла Северозападна България без град Видин, който е обсаден от 12 до 18 юли.

#### Битка при Кресна
След завземането на Струмица, Рупелския пролом и Драма в последните дни на юни, гръцките войски се прегрупират и на 5 юли подновяват настъплението си в направления към Царево село и Горна Джумая. През следващите дни те изтласкват ариергардните български части от Малешевската планина, овладяват долината на Места, Кресненския пролом (11 юли) и Предела.
Въпреки поканата на румънското правителство за мирна конференция в Букурещ, на която българите откликват, гръцкият крал Константин I не спира настъплението. На 13 юли гърците завземат Симитли. На 14 юли гръцката флота стоварва десант в Дедеагач. Българските военни и цивилни власти се изтеглят от Западна Тракия непосредствено преди това.
На 14 – 15 юли българите (части от Четвърта армия, усилената Втора армия и Западнородопският отряд) започват Кресненската операция. Те нанасят удари по гръцките флангове при Беяз тепе (над Пехчево) и Мехомия и заплашват с обкръжение противника, проникнал на север от Кресна. Гръцкото командване организира (17 юли) контраудари в застрашените направления, но въпреки това Константин I иска спиране на бойните действия. Примирието е договорено в Букурещ и влиза в сила на 18 юли.

### Османско настъпление в Тракия
Османското правителство изчаква развоя на бойните действия между съюзниците до 29 юни. Тогава турската флота започва операции в Черно море като стоварва десант при Инеада и се явява пред Василико и Ахтопол. Ден по-късно (30 юни) от Чаталджа и Булаир настъпват и сухопътните сили под предлог да заемат териториите до границата, определена от Лондонския мирен договор. Галиполската армия прави това до 2 юли, а Чаталджанската се забавя с два дни.
Без да обявяват формално война, на 6 юли османците прекосяват граничната линия Мидия – Енос и още на същия ден превземат без съпротива Люлебургас, Виза и Бунархисар. Чаталджанската армия настъпва в три колони – дясната (генерал Ахмед Абук паша) през Виза за Лозенград, централната (Хасан Изет паша) и южната (Хуршид паша) през Люлебургас за Одрин. Към Одрин настъпва (през Хайробол и Узункюпрю) и една колона от Галиполската армия. България, която разполага с твърде малко редовни войски в района, се обръща към Великите сили с молба да гарантират спазването на Лондонския договор, но без успех. Разположеният в Одринско Южен отряд получава заповед да се оттегли. На 7 юли османците завземат Димотика, ден след това и Лозенград, а на 10 юли авангардът им влиза в Одрин. Българският гарнизон се оттегля с ариергардни боеве при Мустафа паша и Любимец.
Въпреки че с това предварително обявените цели на похода са изпълнени, на 11 юли турските войски преминават българската граница от 1912 г., опожаряват редица села и прогонват местното население на север. Българското командване започва да прехвърля войски в Тракия и на 20 юли, с нарастване на съпротивата, турското напредване е преустановено. В началото на август под натиск от Русия, Германия и Великобритания, цариградското правителство изтегля войските си зад старите български граници.

## Мирни договори
Мирният договор на България с бившите ѝ съюзници и Румъния е сключен в Букурещ на 28 юли 1913 година след преговори, които продължават десет дни. С договора България отстъпва на Румъния Южна Добруджа. Новата българо-сръбска граница е прокарана по вододела между Вардар и Струма, а българо-гръцката – по Беласица и Места.
С Цариградския договор от 16 (29) септември 1913 България си запазва Беломорска Тракия, но оставя Одрин, Лозенград, Бунархисар и Люлебургас в Османската империя.

## Последици

### Преразпределяне на османските територии
С Междусъюзническата война приключва един по-продължителен период на военни действия, обхванали Балканите с известни прекъсвания от септември 1912 до юли 1913 г. Един от резултатите е значителна промяна на политическите граници на полуострова. С похода към Одрин Османската империя успява да си върне Източна Тракия, но в равносметката от двете балкански войни губи най-много територии. Сърбия и Гърция излизат от конфликта с почти удвоена площ. Въпреки поражението си от лятото на 1913 г., България успява да запази част от придобитите в първата война земи в Македония и Тракия, но отстъпва Южна Добруджа. При нея съотношението между териториално уголемяване и дадени жертви е най-неблагоприятно, в сравнение с данните за останалите бивши членове на Балканския съюз.
| Държава          | Военни жертви в Балканските войни | Площ до войните (км2) | Площ след войните (км2) | Население до войните | Население след войните |
| ---------------- | --------------------------------- | --------------------- | ----------------------- | -------------------- | ---------------------- |
| България         | 176 000                           | 96 945                | 112 000 (+ 17%)         | 4 430 000            | 4 800 000 (+ 8%)       |
| Сърбия           | до 91 000                         | 48 303                | 86 350 (+ 80%)          | 2 950 000            | 4 170 000 (+ 41%)      |
| Гърция           | 52 000                            | 63 211                | 121 268 (+ 91%)         | 2 630 000            | 4 400 000 (+ 67%)      |
| Черна гора       | над 10 000                        | 9080                  | 14 956 (+ 65%)          | 280 000              | 450 000 (+ 57%)        |
| Румъния          | 4000                              | 131 353               | 139 698 (+ 6%)          | 7 250 000            | 7 600 000 (+ 5%)       |
| Османска империя | 225 000                           | 169 317*              | 26 369* (− 85%)         | 6 130 000*           | 1 800 000* (− 70%)     |

*площ/население на европейската част на империята

### Демографски промени
Съществени промени претърпява и етническата карта на преразпределените територии. Стотици хиляди местни жители, оказали се част от етнически и религиозни малцинства в новите политически граници, са подложени на физически и икономически натиск от мнозинството и търсят убежище в своите национални държави.
Потокът от мюсюлмански бежанци, който потича от Македония още в началото на Първата балканска война, се разраства по време и непосредствено след Втората. До март 1914 г. към Цариград и Мала Азия емигрират над 240 000 мюсюлмани (повечето от тях от земите под гръцка окупация).
По време на битката при Кукуш около 15 000 българи от района се изселват на север с отстъпващите български войски. След войната от 1913 г. България приема общо четвърт милион изселници. Един милион българи остават под чужда власт. Българската историография определя тези последици като „Първа национална катастрофа“.
Българите от Източна Тракия повече не се завръщат по родните си места. На тяхно място идват десетки хиляди турци, напуснали новите български владения в Беломорието по клауза на Цариградския договор и Одринското съглашение от ноември 1913 г. В началото на 1914 г., заради гръцко-турския конфликт вследствие на нерешения статут на егейските острови, от Източна Тракия в Гърция са изселени 115 000 души. 70 000 гърци напускат Западна Тракия, за да се заселят в Македония под гръцка власт, а още 10 000 се изселват от онези части от Македония, които са присъединени към Сърбия и България.

### Размирици в Македония
С избухването на Междусъюзническата война сръбските власти засилват преследването срещу хората с изявено българско самосъзнание във Вардарска Македония. Българските митрополити на Скопие, Охрид, Битоля и Дебър са прогонени, а техните сънародници, които остават в областта, са подложени на масови арести и репресии с участието на четническата организация „Черна ръка“. Във въоръжения отпор срещу режима се включва и местното албанско население. В съюз с ВМОРО, през септември 1913 г. то вдига масовото Охридско-Дебърско въстание, потушено с голяма жестокост от сръбската армия и четници. Въоръжената съпротива продължава и след избухването на Първата световна война (1914 г.), с участието и на турски чети.

### Стопански и политически последици
От войните през 1912 – 1913 г. е наследен значителен бюджетен дефицит, произтичащ от кредитите за въоръжаване, издръжката на бежанци и вдовици, преустройството на администрацията в присъединените земи и други извънредни разходи. За да го покрият, балканските държави са принудени да заложат съществена част от приходите си срещу помощ от чуждестранни банки. Гърция и Сърбия си осигуряват по този начин крупни заеми от Франция в началото на 1914 г. В средата на същата година България договаря да получи 500 милиона франка от германската банка „Дисконто-Гезелшафт“.
След разпадането на Балканския съюз бившите му членове се ориентират към различните враждуващи коалиции в Европа. В стремежа си към ревизия на Букурещкия договор, България търси подкрепата на Австро-Унгария и Османската империя. Конфликтът между Сърбия и Австро-Унгария заради анексията на Босна и Херцеговина се изостря с подема на сръбския национализъм след победите над османци и българи. Белград заздравява връзките си с Антантата чрез финансовата помощ от Франция и оръжейни сделки с Русия. Отношенията между Гърция и Османската империя остават лоши заради спора за егейските острови.
С избухването на Първата световна война бойните действия на Балканите са възобновени. България и Османската империя воюват на страната на Централните сили, а Сърбия, Гърция, Румъния и Черна гора – на страната на Антантата.

## Цитирана литература
- Атанасов, Щ. и др. Българското военно изкуство през капитализма.   София, Държавно военно издателство при МНО, 1959.
- Вълканов, Вълкан. Морска история на България.   София, „Албатрос“, 2000. ISBN 954-751-008-8.
- Георги, Гинчев, Иванов, Петко, Чолпанов, Борис. Междусъюзническата война 1913 г.   София, Държавно военно издателство, 1963. с. 99.
- Гоцев, Д. Национално-освободителната борба в Македония (1912 – 1915).   София, Издателство на БАН, 1981.
- Димитров, Стр. и др. История на Балканските народи. том 2.   София, Парадигма, 1999. ISBN 954-9536-19-X.
- Доклад на международната комисия за разследване на причините и провеждането на Балканските войни. Карнегиева анкета. Издадена в: Другите балкански войни.   София, Фондация „Свободна и демократична България“ (електронно издание в „Книги за Македония“), 1995. Посетен на 2 декември 2010.
- Дървинговъ, П. История на Македоно-одринското опълчевние. Т. II. Животътъ и действията на опълчението въ войната съ съюзницитѣ презъ 1913 г.   София, Печатница „Новъ животъ“, 1925.
- Енциклопедия „България“, Том I.    София, Издателство на БАН, 1978.
- Енциклопедия „България“, Том IV.    София, Издателство на БАН, 1984.
- Иванов, Н. Балканската война 1912 – 1913 г. II: Действия на II армия срещу съюзниците през 1913 г.   София, Печатница на Армейския военноиздателски фонд, 1925.
- История на българите, Том IV. Българската дипломация от Древността до наши дни (колектив).   София, ИК „Труд“, 2003. ISBN 954-621-213-X.
- Крапчански, В и др. Кратък обзор на бойния състав, организацията, попълването и мобилизацията на българската армия от 1878 до 1944 г.   София, Държавно военно издателство, 1961.
- Лалков, М. Българската външна политика (1878 – 1944) между екзалтацията и погрома (в: Нови очерци по българска история 1878 – 1948).   София, ИК ВЕК 22, 1992. ISBN 954-416-024-8.
- Марков, Г. България в Балканския съюз срещу Османската империя, 1912 – 1913 г.   София, Наука и изкуство, 1989. Посетен на 25 март 2010.
- Марков, Г. Българското крушение 1913.   София, Издателство на БАН, 1991.
- Марков, Г. Поуки от Балканските войни 1912 – 1913 г. (Военноисторически сборник, 2003, бр. 1).   София, Военно издателство, 2003. Посетен на 30 април 2010. Архив на оригинала от 2009-03-27 в Wayback Machine.
- Колектив. Национално-освободителното движение на македонските и тракийските българи 1878-1944. Том 3.   София, Македонски научен институт, 1997.
- Стателова, Е и др. История на българската дипломация 1879 – 1913.   София, Фондация „Отворено общество“, 1994. ISBN 954-520-038-3.
- Тошев, А. Балканските войни. Том 2.   Пловдив—София, Книгоиздателство „Хр. Г. Данов“, 1931.
- Трифонов, Ст. Добруджанският въпрос, 1878 – 1944 (в: Нови очерци по българска история 1878 – 1948. ИК „ВЕК 22“, София 1992, ISBN 954-416-024-8}}
- Трифонов, Ст. Тракия. Административна уредба, политически и стопански живот, 1912 – 1915.   Тракийска фондация „Капитан Петко войвода“, 1992. Посетен на 18 октомври 2010.
- Филипов, И. и др. Войната между България и другите балкански държави през 1913 г. Том 1.   София, Държавна печатница, 1941.
- Христов, А. Исторически преглед на войната на България срещу всички балкански държави – 1913 г.   София, Печатница на Армейския Военноиздателски фонд, 1922.
- Ратковић, Б и др. Србија и Црна Гора у Балканским ратовима.   Београд, Београдски издавачко-графички завод, 1972.
- Скоко, С. Војвода Радомир Путник. Т. 1.   Београд, Београдски издавачко-графички завод, 1985.
- Ћоровић, Вл. Историја српског народа.  Београд, Интернет издање. Јанус, 2001.
- Boeckh, K. Von den Balkankriegen zum Ersten Weltkrieg: Kleinstaatenpolitik und ethnische Selbstbestimmung auf dem Balkan.   Oldenbourg Wissenschaftsverlag, 1996. ISBN 3486561731.
- Erickson, E. Defeat in Detail: The Ottoman Army in the Balkans, 1912 – 1913.   Greenwood Publishing Group, 2003. ISBN 0275978885.
- Hall, R. The Balkan Wars 1912 – 1913. Prelude to the First World War.   London and New York, Routledge, 2000. ISBN 0-415-22946-4.
- Hellenic Army Operations during the Balkan Wars, стр. 99 – 111, в: Király, Bela. East Central European Society and the Balkan Wars.   New York, 1987.
- Jelavich, B. The establishment of the Balkan national states, 1804 – 1920.   University of Washington Press, 1986. ISBN 0295964138.
- Llewellyn-Smith, M. Venizelos' Diplomacy, 1910 – 1923: From Balkan Alliance to Greek-Turkish Settlement (в: Kitromilides, Paschalis. Eleftherios Venizelos: The Trials of Statesmanship).   Edinburgh University Press, 2008. ISBN 0748633642.
- Stavrianos, L. The Balkans since 1453.   C. Hurst & Co. Publishers, 2008. ISBN 1-85065-550-2.
- Въоръжени параходи //  vimpel.boinaslava.net.   vimpel.boinaslava.net, 2016. Посетен на 7 февруари 2016.